# Alan Ladd
Alan Walbridge Ladd (født 3. september 1913 i Hot Springs, Arkansas, USA, død 29. januar 1964 i Palm Springs, Californien, USA) var en amerikansk filmskuespiller.
Han filmdebuterede i 1932. Efter en række småroller, bl.a. i Orson Welles' Citizen Kane (1941), slog han igennem i rollen som lejemorder i This Gun For Hire (Revolver til leje, 1942), hvor han spillede mod Veronica Lake. De var også et par i hårdkogte kriminalfilm som The Glass Key (Storbyens hajer, 1942) og The Blue Dahlia (Regnvejrsmordet, 1946). Ladd havde også titelrollen i The Great Gatsby (Den store Gatsby, 1949), men huskes måske bedst for titelrollen som den gode revolvermand i George Stevens' westernfilm Shane (Shane, den tavse rytter, 1953).
Han har fået en stjerne på Hollywood Walk of Fame.

## Filmografi
Film
| År   | Titel                                  | Rolle                                   | Noter                    |
| ---- | -------------------------------------- | --------------------------------------- | ------------------------ |
| 1932 | Tom Brown of Culver                    | Cadet                                   |                          |
| 1932 | Once in a Lifetime                     | Projectionist                           |                          |
| 1933 | Saturday's Millions                    | Student                                 |                          |
| 1936 | Pigskin Parade                         | Student                                 |                          |
| 1937 | The Last Train from Madrid             | Soldier                                 |                          |
| 1937 | Souls at Sea                           | Sailor                                  |                          |
| 1937 | All Over Town                          | Young Man                               |                          |
| 1937 | Hold 'Em Navy                          | Chief Quartermaster                     |                          |
| 1937 | Born to the West                       | Inspector                               |                          |
| 1938 | The Goldwyn Follies                    | First Auditioning Singer                |                          |
| 1938 | Come On, Leathernecks!                 | Club Waiter                             |                          |
| 1938 | Freshman Year                          | Student                                 |                          |
| 1939 | The Mysterious Miss X                  | Henchman                                |                          |
| 1939 | Rulers of the Sea                      | Colin Farrell                           |                          |
| 1939 | Hitler – Beast of Berlin               | Karl Bach                               | Also known as Goose Step |
| 1940 | American Portrait                      | Young man/Old man                       | Short subject            |
| 1940 | Blame it on Love                       |                                         | Short subject Uncredited |
| 1940 | Meat and Romance                       | Bill Allen                              | Short subject            |
| 1940 | Unfinished Rainbows                    | Charles Martin Hall                     | Short subject            |
| 1940 | The Green Hornet                       | Gilpin, Student Pilot                   | Chapter 3                |
| 1940 | Brother Rat and a Baby                 | Cadet in trouble                        |                          |
| 1940 | In Old Missouri                        | John Pittman, Jr.                       |                          |
| 1940 | The Light of Western Stars             | Danny, Stillwell Ranch Hand             |                          |
| 1940 | Gangs of Chicago                       |                                         |                          |
| 1940 | Cross-Country Romance                  | Mr. Williams, First Mate                |                          |
| 1940 | Those Were the Days!                   | Keg Rearick                             |                          |
| 1940 | Captain Caution                        | Newton, Mutinous Sailor                 |                          |
| 1940 | The Howards of Virginia                | Backwoodsman                            |                          |
| 1940 | Meet the Missus                        | John Williams                           |                          |
| 1940 | Victory                                | Heyst as an 18-year-old                 |                          |
| 1940 | Her First Romance                      | John Gilman                             |                          |
| 1941 | I Look at You                          |                                         | Short subject            |
| 1941 | Petticoat Politics                     | Higgins Daughter's Boyfriend            |                          |
| 1941 | Citizen Kane                           | Reporter smoking pipe at end            | Uncredited               |
| 1941 | The Black Cat                          | Richard Hartley                         |                          |
| 1941 | Paper Bullets                          | Jimmy Kelly aka Bill Dugan              |                          |
| 1941 | The Reluctant Dragon                   | Al, Baby Weems storyboard artist        |                          |
| 1941 | They Met in Bombay                     | British Soldier                         |                          |
| 1941 | Great Guns                             | Soldier in Photo Shop                   |                          |
| 1941 | Cadet Girl                             | Harry, musician                         |                          |
| 1941 | Military Training                      | Lieutenant, Platoon Leader, County Fair | Short subject Uncredited |
| 1942 | Joan of Paris                          | "Baby"                                  |                          |
| 1942 | This Gun for Hire                      | Philip Raven                            |                          |
| 1942 | The Glass Key                          | Ed Beaumont                             |                          |
| 1942 | Lucky Jordan                           | Lucky Jordan                            |                          |
| 1942 | Star Spangled Rhythm                   | Alan Ladd, Scarface Skit                |                          |
| 1942 | Letter from a Friend                   |                                         | Short subject            |
| 1943 | China                                  | David Jones                             |                          |
| 1943 | Screen Snapshots: Hollywood in Uniform | Himself                                 | Short subject            |
| 1944 | Skirmish on the Home Front             | Harry W. Average                        | Short subject            |
| 1944 | And Now Tomorrow                       | Doctor Merek Vance                      |                          |
| 1945 | Salty O'Rourke                         | Salty O'Rourke                          |                          |
| 1945 | Duffy's Tavern                         | Himself                                 |                          |
| 1945 | Hollywood Victory Caravan              | Alan Ladd                               | Short subject            |
| 1946 | Two Years Before the Mast              | Charles Stewart                         |                          |
| 1946 | The Blue Dahlia                        | Johnny Morrison, Lt.Cmdr., ret.         |                          |
| 1946 | OSS                                    | Philip Masson/John Martin               |                          |
| 1946 | Screen Snapshots: The Skolsky Party    | Himself                                 | Short subject            |
| 1947 | My Favorite Brunette                   | Sam McCloud                             | Cameo appearance         |
| 1947 | Calcutta                               | Neale Gordon                            | Filmed in mid-1945       |
| 1947 | Variety Girl                           | Himself                                 |                          |
| 1947 | Wild Harvest                           | Joe Madigan                             |                          |
| 1948 | Saigon                                 | Maj. Larry Briggs                       |                          |
| 1948 | Beyond Glory                           | Capt. Rockwell "Rocky" Gilman           |                          |
| 1948 | Whispering Smith                       | Whispering Smith                        |                          |
| 1949 | Eyes of Hollywood                      |                                         | Short subject            |
| 1949 | The Great Gatsby                       | Jay Gatsby                              |                          |
| 1949 | Chicago Deadline                       | Ed Adams                                |                          |
| 1950 | Captain Carey, U.S.A.                  | Captain Webster Carey                   |                          |
| 1950 | Branded                                | Choya                                   |                          |
| 1951 | Appointment with Danger                | Al Goddard                              |                          |
| 1951 | Red Mountain                           | Capt. Brett Sherwood                    |                          |
| 1952 | The Iron Mistress                      | Jim Bowie                               |                          |
| 1952 | Thunder in the East                    | Steve Gibbs                             | Filmed in 1951           |
| 1952 | A Sporting Oasis                       | Himself                                 | Short subject            |
| 1953 | Botany Bay                             | Hugh Tallant                            |                          |
| 1953 | Desert Legion                          | Paul Lartal                             |                          |
| 1953 | Shane                                  | Shane                                   | Filmed in 1951           |
| 1953 | The Red Beret                          | Steve "Canada" McKendrick               | Filmed in England        |
| 1954 | Hell Below Zero                        | Duncan Craig                            | Filmed in England        |
| 1954 | Saskatchewan                           | Thomas O'Rourke                         | Filmed in Alberta        |
| 1954 | The Black Knight                       | John                                    | Filmed in England        |
| 1954 | Drum Beat                              | Johnny MacKay                           | Producer                 |
| 1955 | The McConnell Story                    | Capt. Joseph C. "Mac" McConnell, Jr.    |                          |
| 1956 | Hell on Frisco Bay                     | Steve Rollins                           | Producer                 |
| 1956 | Santiago                               | Caleb "Cash" Adams                      | Producer                 |
| 1956 | A Cry in the Night                     | Opening narrator                        | Producer                 |
| 1957 | The Big Land                           | Chad Morgan                             | Producer                 |
| 1957 | Boy on a Dolphin                       | Dr. James Calder                        | Filmed in Greece         |
| 1958 | The Deep Six                           | Alexander "Alec" Austen                 | Producer                 |
| 1958 | The Proud Rebel                        | John Chandler                           |                          |
| 1958 | The Badlanders                         | Peter Van Hoek ("The Dutchman")         |                          |
| 1959 | The Man in the Net                     | John Hamilton                           | Producer                 |
| 1959 | Island of Lost Women                   | –                                       | Executive producer       |
| 1960 | Guns of the Timberland                 | Jim Hadley                              | Executive producer       |
| 1960 | All the Young Men                      | Sgt. Kincaid                            | Executive producer       |
| 1960 | One Foot in Hell                       | Mitch Garrett                           |                          |
| 1961 | Duel of Champions                      | Horatius Cocles                         | Filmed in Italy          |
| 1962 | 13 West Street                         | Walt Sherill                            | Producer                 |
| 1964 | The Carpetbaggers                      | Nevada Smith                            | Udgivet posthumt         |

Tv
| År        | Titel                      | Rolle                   | Noter                                      |
| --------- | -------------------------- | ----------------------- | ------------------------------------------ |
| 1953      | Better Living TV Theatre   | Himself                 | September 6, 1953, episode                 |
| 1954      | Red Skelton Revue          | Guest (Old West Sketch) | Episode 1.1                                |
| 1954–1958 | General Electric Theater   | Various roles           | 3 episodes Executive producer (2 episodes) |
| 1955      | Kings Row                  | Himself                 | Episode: "Lady in Fear"                    |
| 1957–1958 | The Bob Cummings Show      | Himself                 | 2 episodes                                 |
| 1959      | Schlitz Playhouse of Stars | –                       | Episode: "Ivy League"                      |